# Lidiya Ivanova
Lidiya Ivanova (o Lidia Ivanova; Moscú, Rusia, 27 de enero de 1937) es una gimnasta artística soviética, campeona en varias ocasiones en el concurso por equipos.

## Carrera deportiva
Además de conseguir varias medallas de oro en equipo, logró una de plata en salto de potro en el Mundial de Moscú 1958, y como curiosidad cabe destacar que en las Olimpiadas de Melbourne 1956 ganó el bronce en el concurso con aparatos, que era una modalidad como la de gimnasia rítmica en la actualidad.